# Clostera strigosa
Clostera strigosa är en fjärilsart som beskrevs av Augustus Radcliffe Grote 1882. Clostera strigosa ingår i släktet Clostera och familjen tandspinnare. Inga underarter finns listade i Catalogue of Life.